# Avalanche (ブロックチェーン)
Avalancheは、プロジェクトがDeFi環境の構築やツール開発を行うためのブロックチェーンであり、ネイティブ通貨としてAVAXを用いる。開発は、ビットコインと分散型ネットワークに長く関わったコンピューター科学者であるエミン・ガン・サイラー（Emin Gün Sirer）を含む共同設立者によって設立されたAva Labsというチームが主導する。

## 特徴

### AVAX
AVAXはAvalancheのネイティブトークンで、ステーキング報酬やトランザクション手数料やサブネットの作成に用いられる。また供給量の上限は7億2,000万枚である。

### アーキテクチャー
Avalancheでは、「サブネット（Subnet）」と呼ばれる、複数のノードから構成されるネットワークを構築し、そのネットワーク内でブロックチェーンを作成できる。
また、AvalancheではデフォルトでExchange Chain(X-Chain)、Contract Chain(C-Chain)、Platform Chain(P-Chain) の3種類の相互運用可能なブロックチェーンがあり、それぞれウォレットに対応するアドレスは異なる。
X-Chain：AvalancheのネイティブトークンであるAVAXやその他の暗号通貨を作成し、取引するための分散型プラットフォームである。これはDAG（Directed Acyclic Graph）構造となっている。
C-Chain：EVM（イーサリアム仮想マシン）を実装したチェーンであり、スマートコントラクトの実行が可能である。それによりスマートコントラクトを作成し、DAppsやDeFiのサービスとやり取りすることができる。　
P-Chain：Avalancheのメタデータを記録するチェーンであり、バリデータや後述のサブネットの管理を行う。
これら3つのチェーンは、「プライマリーネットワーク（Primary Network）」と呼ばれる特殊なサブネットの一種により管理されている。また、以上の3つのチェーンのいずれかに暗号通貨を保存することで、さまざまな目的に利用することができるとされる。

### コンセンサスアルゴリズム
Avalanche は、PoSと有向非循環グラフ (DAG) に最適化されたAvalanche独自のコンセンサスプロトコルを実装し、ネットワークがトランザクションを並行して処理することを可能にしているとされる。